# 哈利·迪安
哈利·詹姆斯·迪安（英語：Harlee James Dean；1991年7月26日—）是一位英格蘭足球運動員。在場上的位置是中後衛或防守型中場。他現在效力於英格蘭足球冠軍聯賽球隊雷丁。

## 球員生涯

### 杜根咸
哈利·迪安在2009年3月7日英乙賽事對莫克姆中獲選入比賽名單，但沒有上場。在2009/10賽季初五次入選比賽名單，但都未能首次職業上場，最終在2009年10月31日對韦尔港一戰在81分鐘入替，並交出一助攻追成1-1。
迪安以1次聯賽上場紀錄來终結他在杜根咸的生涯。在此期間他被外借至不同球會獲取比賽經驗，包括2008/09球季初外借至依斯米安聯賽的雷德布里奇，在那裡共上場15次及打進4球。然後他被外借至比索史杜福特到2009年1月。接著亦被外借至同樣屬於非聯業聯賽的瑟羅克、布倫特里和格雷斯竞技。

### 南安普頓
迪安在2010年8月27日與英甲球會南安普顿簽下兩年合約。2010/11球季，他在南安普頓唯一一次入選比賽名單是2010年12月11日以2-0不敵布伦特福德，但他沒有上場。
2011年2月11日，迪安被外借至比索史杜福特，為期一個月。3月31日，主教練伊恩·沃克延長迪安的借用期至季末，在比索史杜福特期間共上場10次及打進1球。
母會南安普頓在新球季晉級至英格蘭足球冠軍聯賽，迪安入選比賽名單的比賽只有英格蘭聯賽盃對斯温登和水晶宫，兩次均沒有上場。他在季末合約到期後離隊，兩年間並未替球隊上場。

### 布伦特福德
2011年11月24日，迪安被南安普頓外借到布伦特福德至2012年1月8日。兩天後以2-1擊敗罗奇代尔的比賽中以替補身份首次上場。2012年1月5日，迪安的外借期建長至季末，整個外借期共上場28次打進1球。
2012年5月21日，迪安與布伦特福德簽下兩年長期合約。他在2012/13球季季初一帆風順，新球季在三次上場（2012年8月25日）便打進一球，以5-1大勝克鲁；节礼日對科尔切斯特联打進球季第二顆進球，使球隊以3-1取勝；2013年1月19日再攻破特兰米尔流浪者龍門。布伦特福最終以第三名完成聯賽，並在晉級附加賽擊敗斯溫登，打進在温布利球场舉行的晉級附加賽決賽，對手為约维尔。決賽中布伦特福以2-0落後，迪安在51分鐘以頭槌追回一球，可惜球隊最終以2-1落敗，未能晉級至英冠.。整個賽季他共上場56代及打進4球，當選為布伦特福德球員評選最佳球員。2012年7月他與球隊續約3年。
2013年11月16日對克魯的比賽是他在布伦特福德第100次上場。在聖誕節期間，迪安首次效力布伦特福德遇上傷患，使他缺席1月份4場賽事。後來跖骨和腹部受傷使他缺席3月份3場比賽，使新加盟的後衛詹姆斯·塔爾斯基代替了他的位置，然而塔爾斯基停賽使傷癒的迪安重返比賽陣容。迪安在4月28日需要進行手術治療他的腹傷，整個球季共上場33次，球隊以亞軍完成聯賽並晉級至下季英冠。
雖然迪安在2014/15球季初已經傷癒，但他的後衛位置已被取代，接在詹姆斯·塔爾斯基和托尼·克萊格之後。8月12日聯賽盃第一輪對杜根咸一戰是他在新球季首次上場，並在加时赛打進一球战成6-6，雙方進入點球大戰，勝方為布伦特福德。他在8月底至9月均以先發上場，但在對诺里奇城失掉3球及對米德尔斯堡失掉4球後便被貶。迪安在10月底重回先發陣容，並在球季大部份時間保住其先發位置。整個球季他在各項賽事共上場40次，及打進2球。
迪安在2015/16球季首兩場比賽均以先發身份參賽，之後新任主教練马里奴斯·戴克胡伊岑宣佈任命迪安為副隊長。迪安一直先發上場至2015年11月21日以2-1擊敗诺丁汉森林比賽中領紅後才停賽。2016年2月，他與球會簽下兩年新約，整個球季迪安只有4場聯賽沒有上場。
2016/17球季，主教練迪恩·史密斯任命迪安為隊長。2016年9月17日5-0大勝普雷斯顿中打進一球，這是他自2014年11月來的首顆進球。2017年2月，他在對雷丁的比賽梅開二度，以3-3完場。同月22日對谢周三的比賽打進致勝球。整個球季迪安在各項賽事上場45次，打進3球，並當選為球迷票選年度最佳球員。
2017/18球季，迪安不被迪恩·史密斯重用，並因為不願簽下新合約而被免除隊長一職。

### 伯明翰城
2017年8月30日，迪安與英冠球會伯明翰簽下三年合約，據報道轉會費約220萬鎊左右。在接著對诺里奇城的比賽，他與另外五位新加盟球員一同首次代表球會上場。迪安在這比賽踢滿全場，而伯明翰以1-0落敗。

### 雷丁
2023年8月4日 加盟英甲雷丁

## 榮譽
布倫特福德
- 英格蘭足球甲級聯賽亞軍：2013–14[50]

## 外部連結
- 足球数据库：哈利·迪安的球员统计数据
- Southampton profile